# Kościół św. Mikołaja w Borowej Wsi
Kościół św. Mikołaja – zabytkowy drewniany kościół, znajdujący się w Borowej Wsi, dzielnicy Mikołowa. Jest kościołem parafialnym w dekanacie Mikołów w archidiecezji katowickiej.
Kościół znajduje się na Szlaku Architektury Drewnianej województwa śląskiego. W pobliżu kościoła przechodzi także Szlak Krawędziowy GOP.

## Historia
Został przeniesiony w latach 1937–1939 z pobliskich Przyszowic. Daty powstania kościoła nie można jednoznacznie określić – kroniki kościelne i niektóre publikacje określają rok budowy na 1640, inne bardziej ogólnie datują go na XVII wiek. Istnieją również opinie, że kościół zbudowany został w 1720, a nawet w 1737, choć przypuszczalnie ta ostatnia data odnosi się jedynie do roku budowy wieży.
Kościół został poświęcony w obecnym miejscu 16 grudnia 1939 roku, jednak parafię utworzono dopiero 20 grudnia 1957 roku.

## Architektura i wyposażenie

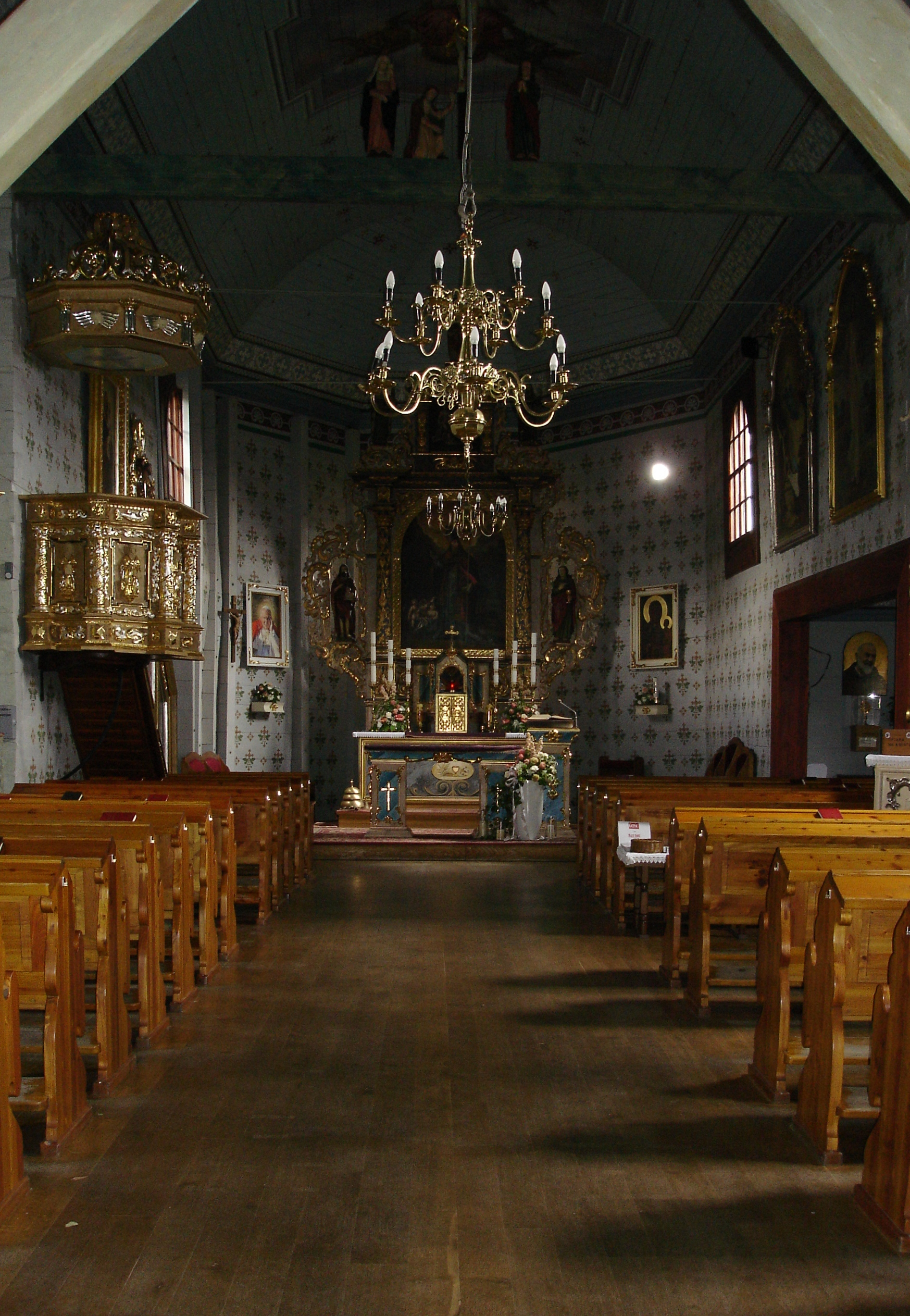
Wnętrze (2017)

Kościół jest orientowany. Nawa zbudowana została na planie prostokąta. Przylega do niej węższe prezbiterium zamknięte trójbocznie, do którego od północy przylega prostokątna zakrystia, a od południa – czworoboczna kaplica zamknięta trójbocznie. Do nawy od południa przylega prostokątna kruchta, a od zachodu wieża – zbudowana ok. 1720–1730 na planie kwadratu, o konstrukcji słupowej. Wieża zakończona jest izbicą i nakryta cebulastym, barokowym hełmem z latarnią. Dach nawy natomiast zdobi barokowa wieżyczka z nieczynną obecnie sygnaturką przykryta baniastym hełmem. Cały budynek kościoła jest otoczony sobotami.
Wyposażenie w większości barokowe. Ołtarz główny wczesnobarokowy z obrazem św. Mikołaja. Ołtarz boczny prawy rokokowy z obrazem św. Jana Nepomucena. Ołtarz boczny lewy późnobarokowy z obrazem św. Antoniego. Ambona barokowa. W kaplicy późnorenesansowy ołtarz z obrazem „Opłakiwanie” autorstwa A. Grzywińskiego oraz barokowo-klasycystyczna chrzcielnica.